# Beauvallon
Beauvallon är en kommun i departementet Drôme i regionen Auvergne-Rhône-Alpes i sydöstra Frankrike. Kommunen ligger i kantonen Portes-lès-Valence som tillhör arrondissementet Valence. År 2022 hade Beauvallon 1 638 invånare.

## Befolkningsutveckling
Antalet invånare i kommunen Beauvallon
Referens:INSEE